# Royaume d'Ayutthaya
1351–1767
Entités précédentes :
- Royaume de Sukhothaï

Entités suivantes :
- Dynastie Konbaung

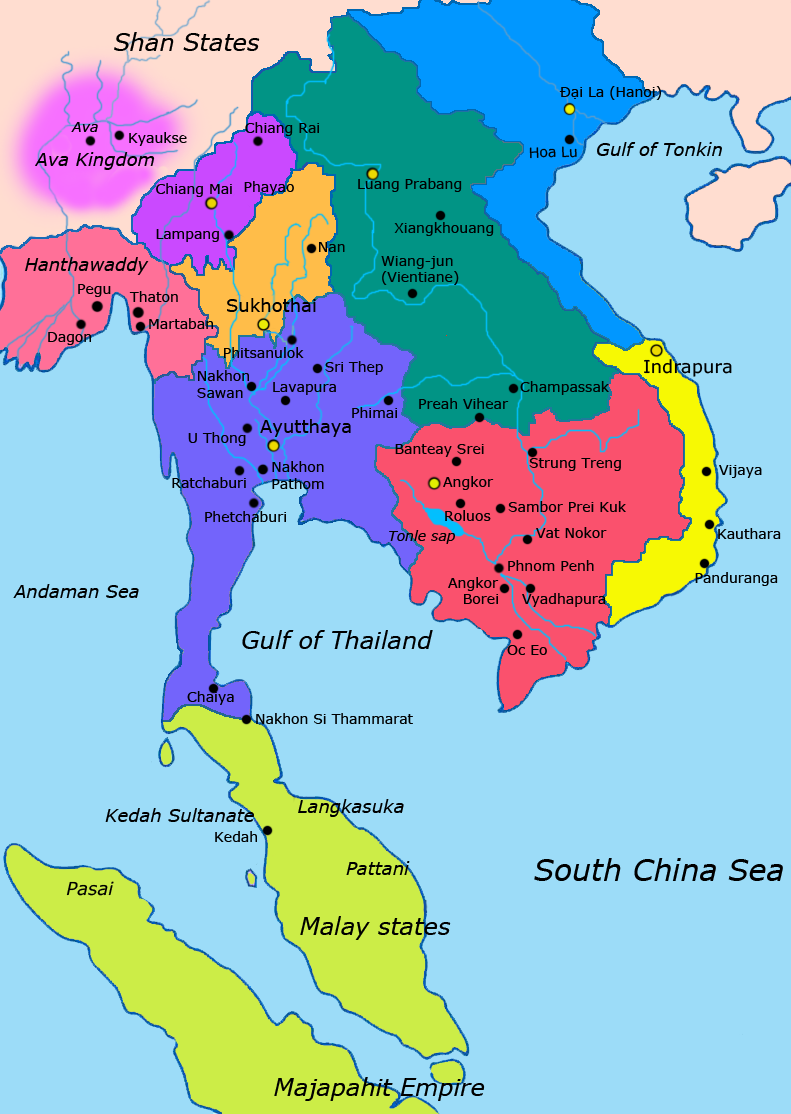
Carte de la région vers 1400,
le royaume d'Ayutthaya en bleu outremer.

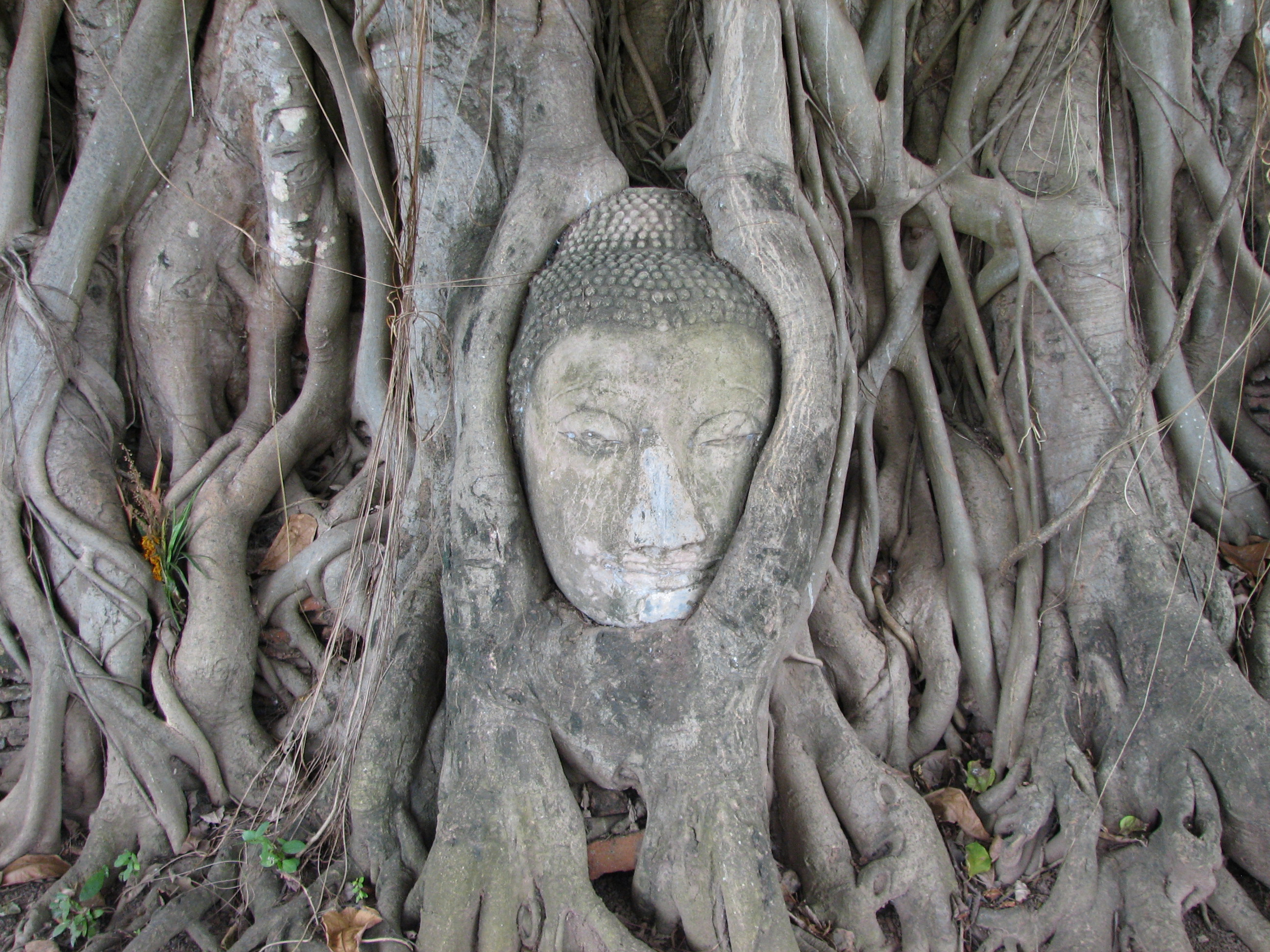
Tête d'une statue de Bouddha envahie par un figuier étrangleur au temple Wat Mahatat, dans le parc historique d'Ayutthaya.

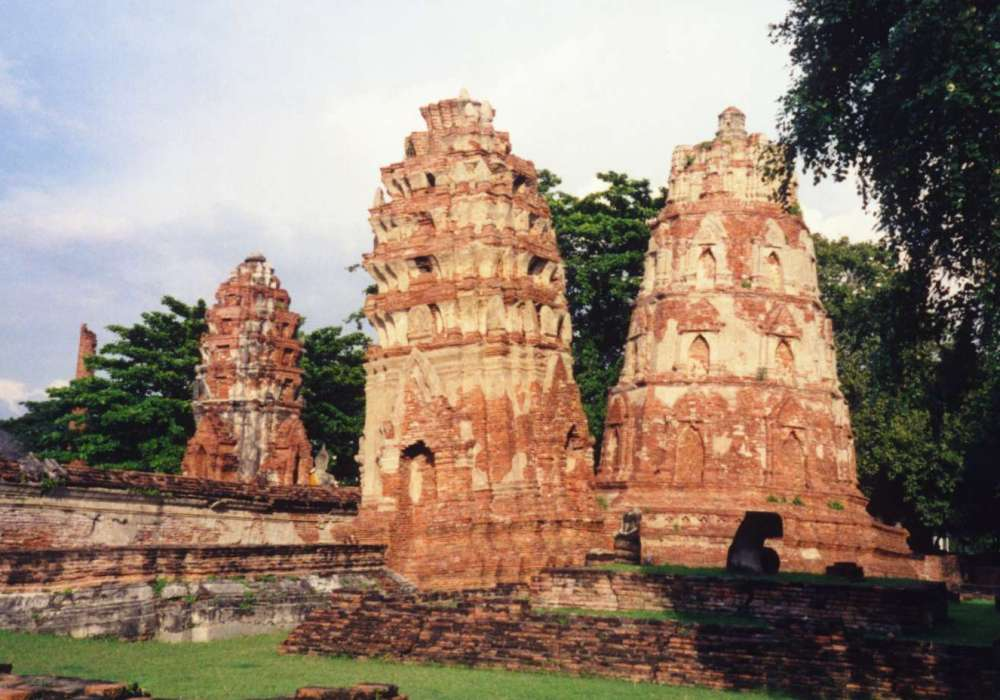
Temple Wat Mahatat, dans le parc historique d'Ayutthaya.

Le royaume d'Ayutthaya est un des deux anciens royaumes, avec   celui de Sukhothaï, qui ont constitué le royaume de Siam. Il fut fondé en 1351 et disparut en 1767. Il occupait approximativement le territoire de l'actuelle Thaïlande, moins une partie dans l'est et le royaume de Lanna dans le nord.
Le roi Ramathibodi Ier (Uthong) fait de la ville d’Ayutthaya (อยุธยา) la capitale de son royaume en 1351, et en 1376 annexe l'ancienne capitale, Sukhothaï (สุโขทัย). Le royaume, connu en Occident sous le nom de Siam, s'étend au détriment d'Angkor et tente à plusieurs reprises de s'emparer de Malacca. Il entre régulièrement en guerre avec la Birmanie.
Ayutthaya est une cité ouverte aux commerçants étrangers, y compris les Chinois, les Indiens, les Japonais et les Persans et plus tard les Portugais, les Espagnols, les Hollandais, les Britanniques et les Français, leur permettant d'installer des villages en dehors des murs de ville. La cour du roi Narai (1656-1688) entretient des liens avec celle du roi de France Louis XIV, dont les ambassadeurs comparent la ville à Paris, par sa taille et sa richesse.
Les Birmans pillent la ville en 1569 et la détruisirent en 1767, mettant fin au royaume d'Ayutthaya. Elle est reprise par Taksin, mais celui-ci installe sa capitale plus au sud, à Thonburi, et la dynastie Chakri la transporte à Bangkok.

## Historique
L'État siamois basé à Ayutthaya, dans la vallée de la Chao Phraya (แม่น้ำเจ้าพระยา), s'est développé en absorbant le royaume de Lavo (Lopburi), et s’est agrandi vers le sud en suivant les migrations des Thaïs.

### Fondation auXIVesiècle
U Thong était un aventurier prétendument descendu d'une riche famille marchande chinoise ayant des relations matrimoniales avec la royauté. En 1350, pour échapper à la menace d'une épidémie de choléra, il déplace sa cour au sud dans la riche plaine inondable du fleuve Chao Phraya. Il fonde une nouvelle capitale sur une île du fleuve, Ayutthaya (Phra Nakhon Si Ayutthaya, พระนครศรีอยุธยา), du nom de la ville d’Ayodhya, en Inde du nord, ville de Rāma, héros de l'épopée du Ramayana. U Thong prend le nom royal de Ramathibodi (en sanskrit : Ramadhipati) (1351-1369).
Durant son règne, Ramathibodi Ier tente d'unifier le royaume. En 1360, il déclare le Bouddhisme theravāda religion officielle d'Ayutthaya et invite des membres d'un sangha (communauté monastique bouddhiste) de Ceylan à établir un nouvel ordre religieux et à propager la foi parmi ses sujets. Il promulgue également un nouveau un code légal, fondé sur le Dharmaśāstra (un texte légal hindou) et la coutume thaïe, fondement ensuite de la législation royale. Composée en pâli, langue indo-aryenne des textes du Theravada, elle avait force d’injonction divine. Complété par des arrêtés royaux, le code légal de Ramathibodi est demeuré en vigueur jusqu’à la fin du XIXe siècle.
À la fin du XIVe siècle, Ayutthaya est considérée comme l'entité politique la plus puissante de l'Asie du Sud-Est. Dans les dernières années de son règne, Ramathibodi parvient à s'emparer d'Angkor. Son objectif était de sécuriser la frontière orientale du royaume en devançant les ambitions viêt sur les territoires khmers.
Toutefois, Ayutthaya a souvent dû envoyer des troupes pour mater des rébellions à Sukhothaï ou mener des campagnes contre Chiang Mai, qui continuait de résister à son expansion. Après la mort de Ramathibodi, son royaume est reconnu par la cour de Chine, maintenant sous la dynastie des Ming, comme le successeur légitime du royaume de Sukhothaï.
Ayutthaya n'était pas un État unifié mais plutôt un ensemble de principautés autonomes et de provinces tributaires qui prêtaient allégeance à son roi. Ces territoires étaient gouvernés par des membres de la famille royale. Ils avaient leur propre armée et guerroyaient souvent les uns contre les autres. Le roi devait donc veiller en permanence à ce que les princes du sang ne s'allient pas entre eux contre lui, ou avec les ennemis d'Ayutthaya. Quand éclatait une querelle de succession, les princes rassemblaient leurs troupes et marchaient sur la capitale pour faire valoir leurs droits.

### Évolution auXVesiècle
Durant une bonne partie du XVe siècle, Ayutthaya va consacrer son énergie à la péninsule Malaise, où se trouvait Malacca, le port le plus important de l'Asie du Sud-Est. Malacca et les autres États malais au sud de l'ancien royaume de Tambralinga s'étaient progressivement convertis à l'islam au cours du XVe siècle. Les Thaïs échouèrent à soumettre Malacca, qui s'était mise sous la protection de la Chine.
Ayutthaya réussit néanmoins à contrôler l'isthme de Kra, où venaient les marchands chinois en quête de produits de luxe très prisés en Chine.

### Montée en puissance auXVIesiècle
À partir du XVIe siècle, le royaume d'Ayutthaya fut presque constamment en guerre contre la Birmanie (dynastie Taungû puis dynastie Konbaung) avec des fortunes diverses. Le roi birman Bayinnaung prit la ville en 1569, mais Ayutthaya reprit son indépendance dès 1584 et Naresuan lui redonna toute sa puissance : sous son règne (1590-1605), le royaume atteignit son expansion maximale. Il ne fut abattu que deux siècles plus tard par le roi birman Hsinbyushin (1767).
Un des généraux d'Ayutthaya, Taksin, libéra rapidement le pays (1767-1782). Son successeur Rama Ier est le fondateur de la dynastie Chakri, encore régnante aujourd'hui.

## Royauté thaï
Les rois thaïs étaient des monarques absolus, représentants religieux et gouvernants du même siège. Leur autorité était assise sur des qualités idéales qu'ils pensaient posséder. Le roi était le modèle moral, qui personnifiait les vertus de son peuple, et son pays vivait en paix et prospérait en raison de ses actions méritoires. À Sukhothaï, selon l’histoire, le roi Ramkhamhaeng entendait les pétitions de n'importe quel sujet qui sonnait la cloche de la porte du palais pour l'appeler, le roi était adoré en tant que père par son peuple. Mais les aspects paternels de la royauté ont disparu à Ayutthaya, où, sous l'influence khmère, la monarchie s'est retirée derrière un mur de tabous et de rituels. Le roi était considéré comme le chakkraphat, terme Sanskrit-Pali pour chakravartin qui par son adhésion aux lois, amène le monde à tourner autour de lui. Comme le dieu hindou Shiva qui est « le Seigneur de l'univers », le roi thaï est également devenu par analogie « le Seigneur de la terre », distingué dans son aspect et digne de ses sujets. Selon l'étiquette raffinée de la cour, une langue spéciale, Phasa Ratchasap, a été employée pour communiquer avec ou au sujet de la royauté.
En tant que devaraja (mot sanskrit signifiant « le roi divin »), le roi est finalement devenu une incarnation terrestre de Shiva et est devenu l'objet d'un culte politico-religieux officié par un corps de Brahmans royaux qui faisait partie d’une escorte bouddhiste de la cour. Dans le contexte bouddhiste, le devaraja était un bodhisattva (un être éclairé qui, par compassion, renonce au Nirvāna afin d’aider les autres). La croyance dans la royauté divine a perduré au XVIIIe siècle, bien qu'à ce moment-là ses implications religieuses avaient un impact limité. L’abbé de Choisy, un Français qui est venu à Ayutthaya en 1685, a écrit que, « le roi a la puissance absolue. Il est vraiment le Dieu des siamois : personne n’ose prononcer son nom. » Un autre auteur du XVIIe siècle, le Néerlandais Van Vliet, souligne que le roi du Siam « a été honoré et adoré par les siens plus qu'un Dieu. »
Une des nombreuses innovations institutionnelles du roi Boromo Trailokanat ou Trailok (1448-1488) a été d’adopter la position de l'uparaja ou obayoreach, traduite comme vice-roi ou prétendant au trône, habituellement tenue par le fils aîné ou le plein frère du roi, afin de régulariser la succession au trône, un exploit particulièrement difficile pour une dynastie polygame. En pratique, il y avait un conflit inhérent entre le roi et l'uparaja et de fréquentes contestations de successions.

## Développement social et politique
Le roi se trouvait au sommet d'une hiérarchie sociale et politique fortement stratifiée à tous les niveaux de la société. L'unité de base de l'organisation sociale était la communauté de village composé de ménages de familles étendues. D'une façon générale, le chef de village, élu, pilotait les projets communaux. Il conservait les titres de propriété de la terre au nom de la communauté, bien que les propriétaires ruraux pussent la conserver aussi longtemps qu'ils la cultivaient.
Avec des réserves importantes de terre disponible pour la culture, la viabilité de l'État dépendait de l'acquisition et de la commande d’une main-d’œuvre à répartir entre le travail à la ferme et la défense. La population globale était peu nombreuse, estimée à seulement 2,2 millions d'habitants vers 1600. La primauté politique d'Ayutthaya nécessitait une guerre constante, car aucun des états dans la région ne possédant d'avantage technologique, le résultat des batailles était habituellement déterminé par la taille des armées. Après chaque campagne victorieuse, Ayutthaya déportait une partie des peuples vaincus sur son propre territoire, où ils étaient assimilées et ajoutés à la main-d’œuvre locale.
Chaque homme libre devait être enregistré en tant que domestique, ou « phrai », auprès du seigneur local, ou « Nai », pour le service militaire et les corvées de travaux publics sur la terre du fonctionnaire à qui il avait été affecté. Le phrai pouvait également remplir ses obligations de travail en payant un impôt. S'il trouvait le travail obligatoire sous son Nai trop pénible, il pouvait se vendre en esclavage à un Nai plus attrayant, qui payait alors une compensation au gouvernement pour la perte de travail de corvées. Pas moins d'un tiers de la main-d’œuvre au XIXe siècle se composait de phrais.

## Présence française au Siam
En 1680, la France obtint le monopole du commerce des épices au Siam. À la suite de la visite à Versailles du père Bénigne Vachet, prêtre des Missions étrangères de Paris, et convaincu de ce que le roi du Siam Phra Naï (Narai) pouvait être converti au catholicisme, le roi Louis XIV décida en 1685 d’envoyer une ambassade au Siam, dirigée par le chevalier Alexandre de Chaumont. Avec l'aide du père La Chaise, confesseur du roi, les jésuites français purent adjoindre à l'expédition six jésuites mathématiciens qui devaient ensuite rejoindre la Chine, et recueillir sur ce pays toutes les observations utiles au commerce, à la politique, aux sciences et à la religion. Le supérieur de ces six jésuites mathématiciens était le père Tachard, originaire d'Angoulême. L’abbé de Choisy participait également à ce voyage en tant qu’historiographe. Il reçut le sacerdoce au Siam.
Ils arrivèrent en septembre 1685 à Lopburi, où le roi les reçut avec les plus grands honneurs. Le père Tachard, désigné pour aller chercher des missionnaires en Europe, rembarqua avec M. de Chaumont et une ambassade siamoise envoyée auprès de Louis XIV par Phra Naï sur les conseils de son principal ministre Constantin Phaulkon.
Le roi de France dépêcha en 1687 une nouvelle ambassade au Siam, commandée par deux Envoyés Extraordinaires, Simon de La Loubère et Céberet du Boullay, à bord de six navires de guerre. Cette ambassade était aussi une expédition militaire, avec 630 militaires commandés par le comte de Forbin. Le futur musicien André Cardinal Destouches (1672-1749) en faisait partie.
L'armée française tint garnison à Bangkok et Mergui jusqu'à ce qu’une révolution lui fasse quitter le pays en 1689.

## Liste des souverains

### Dynastie U Thong (premier règne)
- Ramathibodi Ier (Prince U Thong) 1350-1369
- Ramesuen Ier 1369-1370 (abdication)

### Dynastie Suphannaphum (premier règne)
- Borommoratcha Ier (Pangua) 1370-1388
- Thong Chan ou Thong Lan 1388 (7 jours)

### Dynastie Uthong (second règne)
- Ramesuen Ier 1388-1395 (deuxième règne)
- Ramaratcha 1395-1408/1409

### Dynastie Suphannaphum (second règne)
- Intharatcha Ier (Nakarinthara) 1408/1409-1424
- Borommoratcha II (Samphraya) 1424-1448
- Boromma Trailokanat, Ramesuen II 1448-1488[5]
- Borommoratcha III, Intharacha II 1488-1491
- Ramathibodi II ,Chettharatcha Ier(1491-1529)
- Borommoratcha IV (Buddhakura) 1529-1534
- Ratsada 1534 (5 mois)
- Cheyratcha, Phrajai 1534-1546
- Yodfa ou Keofa 1546-1548
- Worawongsa (Khun Worawongsa) nov.1548-janv.1549 (usurpateur hors dynastie)
- Maha Chakraphat (Thien Ratcha)  1549-1568
- Mahin 1568-déposé par les Birmans en sept.1569.

La Birmanie conquiert Ayutthaya en 1569 et devient son suzerain.

### Dynastie Sukhothaï
- Maha Thammaratcha Ier(Sanphet I) nov.1569-juillet 1590

Le royaume d'Ayutthaya redevient indépendant en 1584.
- Naresuan (Sanphet II) juillet 1590-mai 1605
- Ekathotsarot (Sanphet III) mai 1605- fin 1610
- Si Saowaphak (Sanphet IV) fin 1610-fin 1611
- Songtham, Intharatcha III fin 1611-dec.1628
- Chettharatcha II (Otsa) dec.1628-1630
- Athittayawong 1630 (un mois)

### Dynastie Prasat Thong
- Prasat Thong 1630-1656
- Chao Fa Jai 1656 (quelques jours)
- Sri Suthammaratcha 1656-1657
- Rama Thibodi III, Narai 1657-1688

### Dynastie Ban Phlu Luang
- Phetracha 1688-1703
- Chao Sua, ( Luang Sorasak) 1703-1708
- Phumintharatcha (Sanpet IX, Thai Sra) 1709-1733
- Maha Thammaratcha II , Borommakot  1733-1758
- Uthumphon, Maha Thammaratcha III 1758 : 8 mois, abdique
- Suriyamarin, Ekkathat, Borommoratcha V 1758-1767

## Autres sources historiques
- Pongsawadarn Krung Sri Ayutthaya (Chronicles of Ayutthaya) - Il y a plusieurs éditions d'archives historiques sur le royaume d'Ayutthaya
- Pongsawadarn Krung Kao (Chabab Luang Prasertaksaranit)
- Pongsawadarn Krung Sri Ayutthaya Chabab Pra Jakaphadiphong (Jad)
- Pongsawadarn Krung Sri Ayutthaya Chabab Pan Jantanumas
- Pongsawadarn Chabab Pra rajhathalekha
- Pongsawadarn Krung Sri Ayutthaya Chabab Pra Ponarat
- Culayuddhakaravamsa (Édition en pali)
- Pongsawadarn Krung Sri Ayutthaya Chabab British Museum
- Kam hai karn khong chow krungkao (traduit du birman)
- Chevalier Alexandre de Chaumont, Relation de l'ambassade de Monsieur le chevalier de Chaumont à la Cour du Roy de Siam, avec ce qui s'est passé de plus remarquable durant son voyage, Paris, Arnoult Seneuse et Daniel Horthemels, 1686.
- Abbé François-Timoléon de Choisy, Journal du voyage de Siam fait en 1685 et 1686, Paris, S. Mabre-Cramoisy, 1687 ; 1688 ; 1740, Texte en ligne sur wikisource ; réédition, avec une étude de Maurice Garçon, collection laque orange Aventures et voyages, Éditions Duchartre et Van Buggenhoudt, 1930 ; édition critique par Dirk Van der Cruysse, 1995 ; rééd. Orchid Press, 1999,  (ISBN 974-8299-65-1).
- Abbé François-Timoléon de Choisy, Mémoires pour servir à l'histoire de Louis XIV, par feu M. l'abbé de Choisy, édité et préfacé par Denis François Camusat, Utrecht, Van de Water ; Amsterdam, Jean-Frédéric Bernard et N. Étienne Lucas, 1727 ; rééd. présentée et annotée par Georges Mongrédien, Mercure de France, 1966, 1983,  (ISBN 2-7152-0149-4). Des extraits relatifs au voyage de Siam se trouvent en annexe de la réédition 1853 de l'ouvrage de Claude de Forbin, p. 163-176, sous le titre Détails sur l'ambassade à Siam empruntés aux mémoires de l'abbé de Choisy. Texte en ligne sur Gallica
- Claude de Forbin, Voyage du comte de Forbin à Siam, suivi de quelques détails extraits des Mémoires de l'Abbé De Choisy (1685-1688), Bibliothèque des chemins de fer, deuxième série « Histoire et voyages », Paris, Librairie de L. Hachette & Cie, 1853 ; Texte en ligne sur Gallica
- Simon de La Loubère,  Du Royaume de Siam, par Monsieur de La Loubère, envoyé extraordinaire du Roy auprès du Roy de Siam en 1687 et 1688, deux tomes, 1691.
  - Texte en ligne sur Gallica : tome 1, tome 2 ; illustrations
  - (en) Traduction en anglais : A New Historical Relation of the Kingdom of Siam, 1693 ; réédition : Oxford University Press, Kuala Lumpur, 1969.
  - Texte présent dans :  Michel Jacq-Hergoualc'h, Étude historique et critique du livre de Simon de La Loubère « Du Royaume de Siam », Éditions Recherche sur les civilisations, Paris, 1987.
- Guy Tachard, Voyage de Siam, des Pères Jésuites, Envoyez par le Roy aux Indes & à la Chine. Avec leurs Observations Astronomiques, Et leurs Remarques de Physique, de Géographie, d’Hydrographie, & d’Histoire et Second Voyage du Père Tachard et des Jésuites envoyez par le Roy au Royaume de Siam, contenant diverses remarques d'histoire, de physique, de géographie, et d'astronomie, 2 vol., Paris, Arnoult Seneuze & Daniel Horthemels, 1686, Amsterdam ; Pierre Mortier, 1688. Cette relation donne de précieux renseignements sur les mœurs, les coutumes, la politique et l'histoire naturelle du royaume de Siam.